# Orectochilus yayeyamensis
Orectochilus yayeyamensis là một loài bọ cánh cứng trong họ van Gyrinidae. Loài này được Satô miêu tả khoa học năm 1971.